# USS Barry (DDG-52)
USS Barry (DDG-52) je torpédoborec třídy Arleigh Burke Námořnictva Spojených států amerických. Je druhou postavenou lodí své třídy a čtvrtou lodí tohoto jména. Postaven byl v letech 1990–1992. Během své služby byl mimo jiné nasazen na Haiti, v Bosně a Hercegovině, v Perském zálivu a nejnověji při vojenské intervenci v Libyi.

## Stavba
Torpédoborec postavila loděnice Ingalls Shipbuilding v Pascagoule ve státě Mississippi. Kýl lodi byl založen 26. února 1990, dne 10. května 1991 byl trup torpédoborce spuštěn na vodu a konečně 12. prosince 1992 byl Barry uveden do služby.

## Konstrukce
Barry patří do první série lodí své třídy označené Flight I . Loď je vyzbrojena dvěma vertikálními vypouštěcími zařízeními Mk 41, jeden pojme 29 střel a druhý až 61. V nich mohou být umístěny střely s plochou dráhou letu Tomahawk TLAM, protiletadlové řízené střely Standard SM-2, střely RIM-162 ESSM chránící loď proti protilodním střelám a raketová torpéda VL-ASROC. Protilodní výzbroj tvoří osm protilodních střel RGM-84 Harpoon. Pro blízkou obranu slouží též dva 20mm systémy blízké obrany Phalanx. Barry nese rovněž jeden 127mm kanón Mk 45 v příďové dělové věži, čtyři 12,7mm kulomety, dva 25mm automatické kanóny M242 Bushmaster a dva tříhlavňové torpédomety pro 324mm protiponorková torpéda Mk 46. Je vybaven přistávací plochou pro protiponorkový vrtulník Sikorsky MH-60R Seahawk, na palubě ale nemá hangár.
Pohání ho čtyři plynové turbíny General Electric LM2500, z nichž každá má výkon 27 000 koní. Vždy jeden pár turbín je umístěn ve společné strojovně a pohání jeden lodní šroub. Nejvyšší rychlost dosahuje 30 uzlů.

## Služba

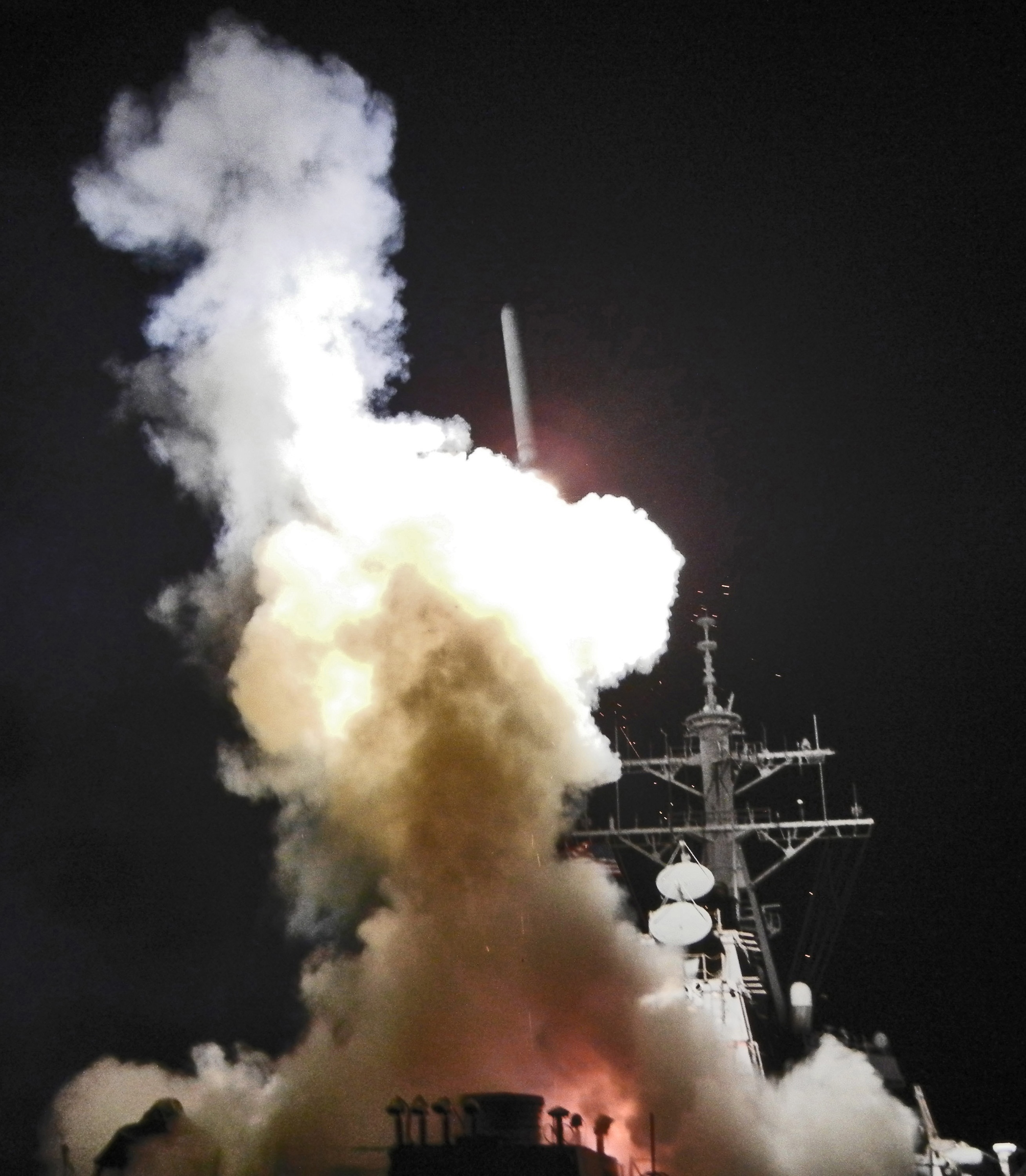
Vojenská intervence v Libyi. Barry vypouští jednu ze cca 100 střel Tomahawk vypuštěných 19. března proti libyjským cílům.

V listopadu 1993 se Barry podílel na intervenci USA na Haiti. V následujícím roce se podílel na dodržování bezletových zón nad Bosnou a Hercegovinou. V říjnu 1994 došlo k soustředění iráckých vojsk poblíž hranic Kuvajtu v oblasti Perského zálivu. Barry proto doprovázel letadlovou loď USS George Washington a svaz výsadkových lodí do oblasti města Kuvajt (Operace Vigilant Warrior).
V říjnu 2004 byl Barry opět nasazen v Perském zálivu. Byl začleněn do úderné skupiny letadlové lodě USS Harry S. Truman, která se účastnila operací Irácká svoboda a Trvalá svoboda.
V březnu 2011 se torpédoborec zapojil do vojenské intervence v Libyi.